# آمریکا لاتینا لجستیکا

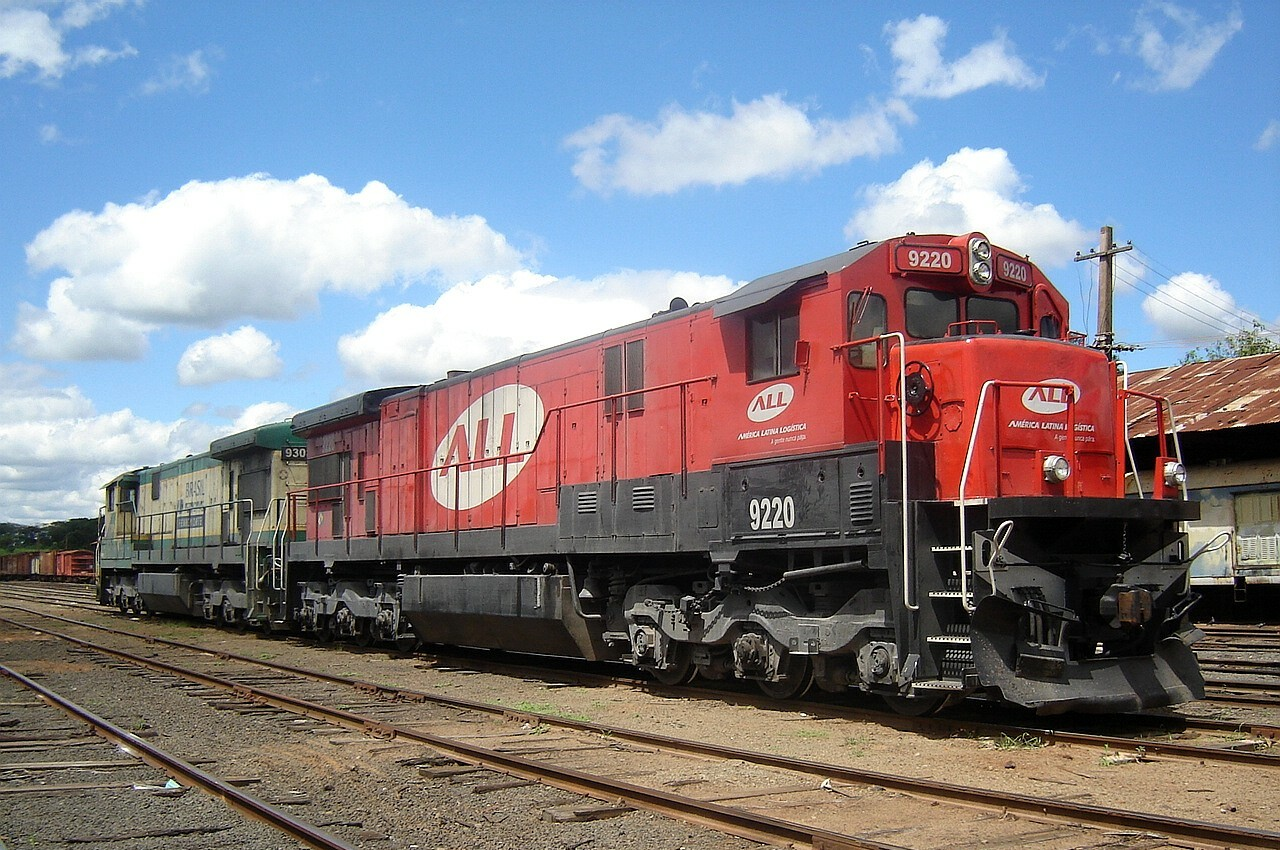
ترن متعلق به آمریکا لاتینا لجستیکا، در برزیل

آمریکا لاتینا لجستیکا (به پرتغالی: América Latina Logística) شرکت خدمات لجستیکی برزیلی است، که بخش عمده فعالیت‌های آن، در زمینه مدیریت و ارائه خدمات حمل‌ونقل ریلی، متمرکز می‌باشد.
شرکت آمریکا لاتینا لجستیکا در سال ۱۹۹۷ راه‌اندازی شد و در حال حاضر به‌عنوان بزرگترین شرکت خدمات لجستیکی در آمریکای جنوبی شناخته می‌شود. این شرکت همچنین گسترده‌ترین شبکه خط آهن آمریکای لاتین را در اختیار دارد و دارای عملیات در کشورهای اروگوئه، شیلی، آرژانتین و برزیل می‌باشد.
دفتر مرکزی این شرکت در شهر کوریتیبا، برزیل قرار دارد و سهام آن در بازار بورس سائوپائولو دادوستد می‌شود.